# میثم (نام)
میثم ممکن است اشاره کند به:
- میثم تمار از یاران علی بن ابیطالب امام اول شیعیان
- میثم نصیری کشتی‌گیر آزادکار ایرانی
- میثم مجیدی
- میثم مطیعی
- میثم رضاپور
- میثم مصطفی جوکار کشتی‌گیر ایرانی
- میثم بائو
- میثم مخملباف
- میثم مروستی
- میثم منیعی
- میثم نقی‌زاده
- میثم یوسفی